# Zoeterwoude-Rijndijk
Zoeterwoude-Rijndijk (52° 09′ N, 4° 32′ L) é uma vila dos Países Baixos, na província de Holanda do Sul. Zoeterwoude-Rijndijk pertence ao município de Zoeterwoude, e está situada a 5 km sudeste de Leiden.
A área de Zoeterwoude-Rijndijk, que também inclui as partes periféricas da cidade, bem como a zona rural circundante, tem uma população estimada em 2770 habitantes.